# Myrmecia rubripes
Espèce
Myrmecia rubripes est une espèce de fourmis originaires d'Australie. Les plus fortes populations de cette fourmi géante se trouvent dans l'État d'Australie-Méridionale.
L'espèce est décrite pour la première fois en 1951.

## Nom vernaculaire et classement
Du fait de son agressivité, cet insecte social est aussi connu sous le nom vernaculaire de « fourmi bouledogue ».
La fourmi bouledogue appartient au genre Myrmecia, à la sous-famille Myrmeciinae.
La plupart des ancêtres des fourmis du genre Myrmecia n'ont été retrouvés que dans des fossiles, à l’exception de Nothomyrmecia macrops, seul parent vivant actuellement.

## Biologie
La taille des ouvrières de l'espèce Myrmecia rubripes varie de 19 à 21 mm de long. Myrmecia rubripes présente une tête, un thorax et un abdomen noirs, des antennes rougeâtres et des pattes d'un rouge tirant vers le brun. Ses mandibules sont généralement jaunes. Son corps est couvert de poils épars, très fins et courts, de couleur jaune.

## Source de la traduction
- (en) Cet article est partiellement ou en totalité issu de l’article de Wikipédia en anglais intitulé « Myrmecia rubripes » (voir la liste des auteurs)..